# Scotophilus nucella
Scotophilus nucella (Robbins, 1973) è un pipistrello della famiglia dei Vespertilionidi diffuso in Africa occidentale e orientale.

## Descrizione

### Dimensioni
Pipistrello di medie dimensioni, con la lunghezza totale tra 115 e 125 mm, la lunghezza dell'avambraccio tra 49 e 53 mm, la lunghezza della coda tra 41 e 47 mm, la lunghezza del piede tra 10 e 12 mm, la lunghezza delle orecchie tra 15 e 16 mm e un peso fino a 27 g.

### Aspetto
La pelliccia è soffice e lucida. Le parti dorsali variano dal bruno-ruggine scuro al bruno-nerastro, mentre le parti ventrali sono arancioni-rossastre. Le orecchie sono relativamente corte, marroni scure, ampiamente separate e con il margine esterno diritto. Il trago è affusolato, con il margine anteriore concavo e l'estremità appuntita. L'antitrago è semi-circolare e carnoso. Le membrane alari sono bruno seppia. La coda è molto lunga ed è completamente inclusa nell'ampio uropatagio.

## Biologia

### Alimentazione
Si nutre di insetti.

## Distribuzione e habitat
Questa specie è diffusa in Costa d'Avorio sud-orientale, Ghana meridionale, Uganda centro-occidentale e Tanzania nord-orientale.
Vive nelle foreste pluviali.

## Conservazione
La IUCN Red List, considerata la mancanza di informazioni recenti circa l'areale, i requisiti ecologici, le minacce e lo stato di conservazione, classifica S.nucella come specie con dati insufficienti (DD).